# Hodony
Hodony (románul: Hodoni, németül: Hodon) falu Romániában, a Bánátban, Temes megyében.

## Fekvése
Temesvártól húsz kilométerre északnyugatra fekszik.

## Története
Hodony nevét 1480-ban említette először oklevél Odon néven. 1717-ben Hodogn, 1808-ban Hodony néven írták.
1849. aug. 9-én a temesvári csata itt vívott ütközetében herceg Liechtenstein tábornok, a császári had lovasságának vezére 10 000 lovasból álló hadával e helység felől támadt a honvédseregre, és ezzel a csatát eldöntötte.
Fényes Elek Történeti földrajzában 1851-ben írta Hodonyról: „168 római katolikus német, 918 n. e. óhitű, 15 zsidó lakosa van. Van itt jó anyagú óhitű egyház 2 lelkésszel, katholikus és óhitű tanoda, szép kinézésű vendégfogadó, jeles úrilak szép kerttel, egy nagyszerű, igen szép idomú 5 kerekű hollandi szélmalom. Völgyes határa gazdag termékenységű...A római sáncok határszélén mennek el. Bírja Manasszi György.”
1910-ben 1336 lakosából 719 román, 576 német, 40 magyar volt. Ebből 717 görögkeleti ortodox, 608 római katolikus volt.
A trianoni békeszerződés előtt Temes vármegye Vingai járásához tartozott.
1992-ben 19 magyar lakosa volt.

## Nevezetességek
- A falutól 500 méterre délkeleti irányban a „La Picioroane” nevű helyen régészeti lelőhely található újkőkorszaki település és 11–12. századi temetkezési hely maradványaival. A romániai műemlékek jegyzékében a TM-I-s-B-06063 sorszámon szerepel.
- A falu délkeleti határában 3–4. századi település maradványai találhatóak. (TM-I-s-B-06064)
- 18. századi kúria (TM-II-m-B-06239)
- Római katolikus temploma 1910-ben épült.
- Görög keleti temploma

## Híres emberek
- Itt született 1821-ben Vincențiu Babeș politikus.